# Кігтедряпка

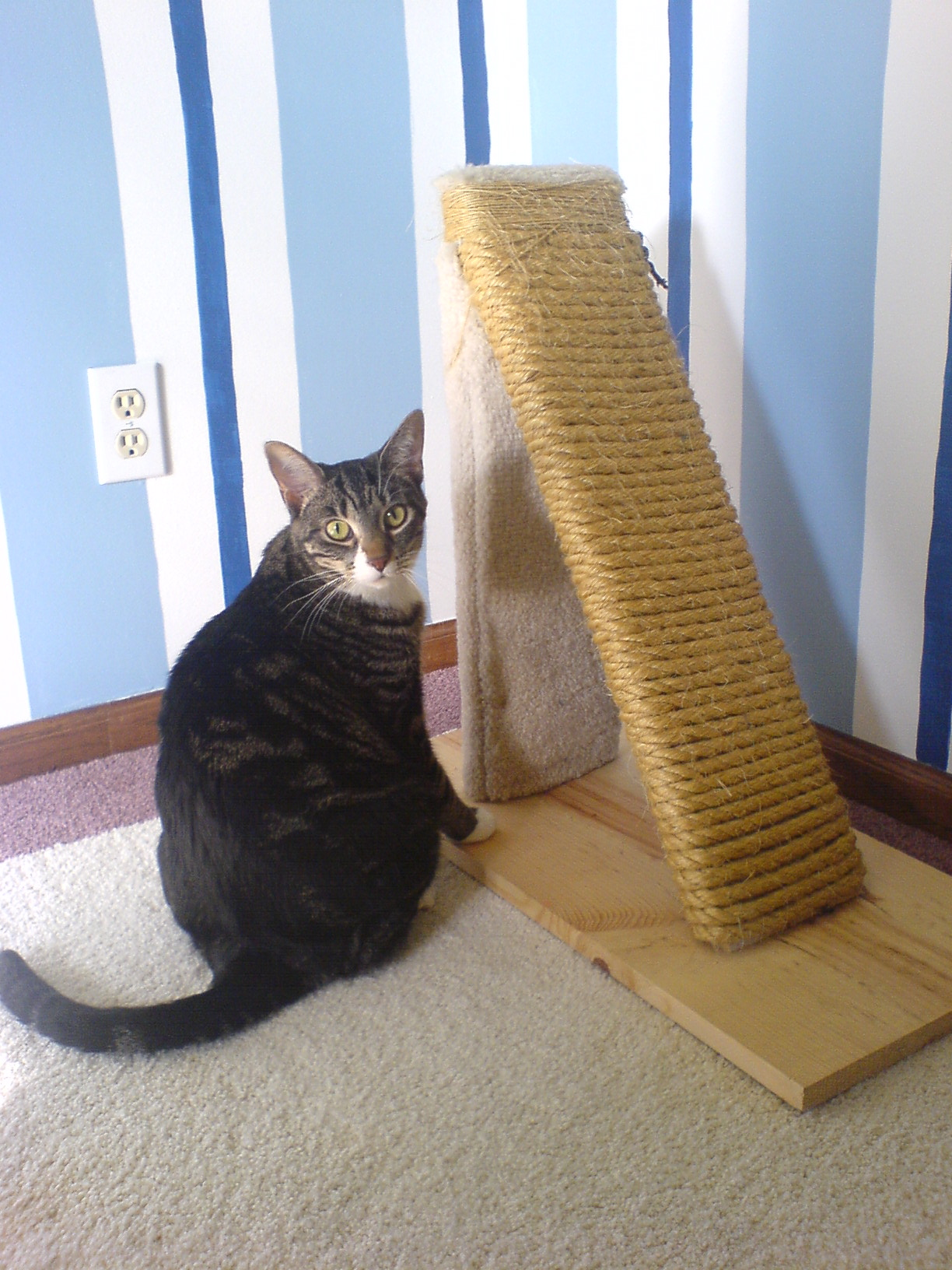
Саморобна кігтедряпка для кота

Кігтедряпка (дряпка, кігтеточка) — дерев'яний стовпчик, дошка, покриття або складніша поверхня оббита грубим матеріалом. Іншими словами – будь-яка конструкція для точіння кігтів.
Точіння кігтів – нормальна поведінка у котів та серйозна фізіологічна потреба. Основною причиною дряпання вважається потреба прибрати стару луску на кігтях. При заточуванні кігтів об жорсткі поверхні, кіт знімає змертвілі частинки кігтя, звільняючи місце під молодий.
Озвучується також і інша причина котячого дряпання — маркування території. Коти таким чином можуть позначати свою територію і почувати себе ближче до природного середовища

## Облаштування та використання
Найпоширеніший тип кігтедряпки являє собою дерев'яний стовпчик заввишки приблизно 60-100 см, покритий джутом, сизалем або іншою грубою тканиною. Стовпчик установлюють вертикально на широкій підставі, що дозволяє котові витягатися на задніх лапах і вільно дряпати кігтеточку, не перекидаючи її. 
Також існують простіші варіанти кігтедряпки як підлогова або настінна. Вони складаються тільки з однієї поверхні, об яку можна дряпати кігті.
Інші типи кігтеточок складніші, з кількома рівнями горизонтальних платформ для лазання і затишними печерними просторами, де можуть сховатися коти. Дуже високі кігтеточки часто називають котячими деревами. Вони можуть мати вертикальний натяжний стрижень, що доходить до стелі та забезпечує додаткову стійкість.
Багато власників домашніх тварин стверджують, що їм доводилося експериментувати з різними поверхнями, щоб знайти найпривабливішу для їхніх вихованців.
Невеликі поверхні для дряпання можуть складатися з чогось зовсім простого. Це може бути перевернутий шматок килима або плоска подушка з сизаля з петлею, щоб її можна було повісити на ручку дверей. Може підійти і гофрований картон . Кігтеточки можуть бути вертикальні або горизонтальні. Це залежить від того, що кішка любить дряпати.
Кігтеточку можна купити в більшості зоомагазинів, в інтернеті або ж зробити її самостійно.

## Види кігтедряпок

### Кігтедряпка-стовпчик
Це найпоширеніша кігтедряпка саме через свою простоту, практичність і доступність за ціною. Основа може виготовлятися із ДСП, ДВП або натурального дерева. Як покриття для стовпа використовуються канат, сизаль або джут.

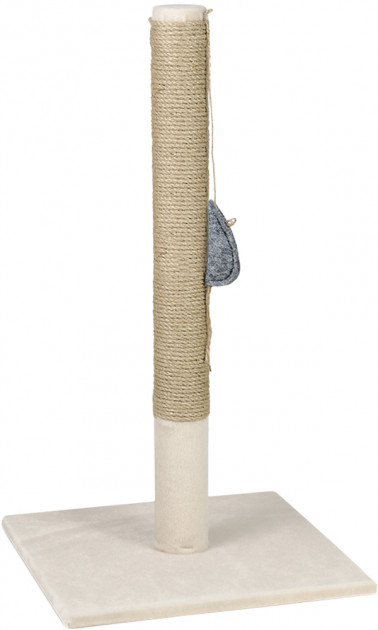
Кігтедряпка-стовпчик
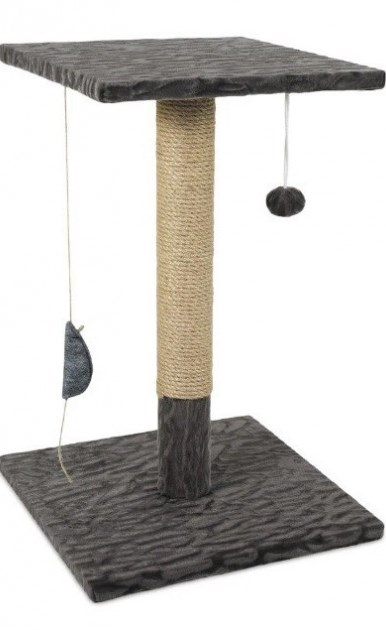
Кігтедряпка-стовпчик з лежанкою

### Підлогова кігтедряпка
Назва говорить сама за себе — ці кігтеточки кладуться на підлогу в будь-якому зручному місці вашого будинку. Варіацій тут може бути більш ніж достатньо: дряпки-килимки, сизалеві килимки, дошка оббита тканиною, трампліни та інші

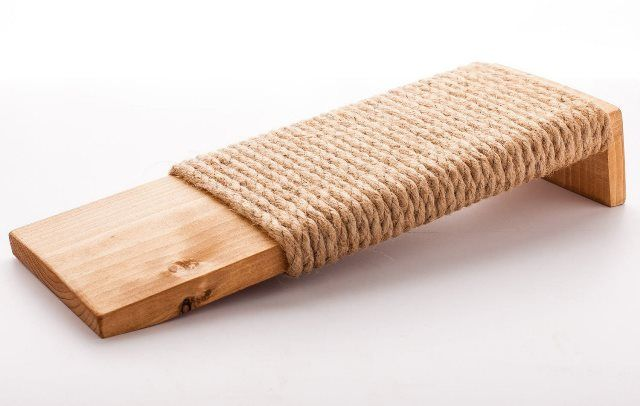
Підлогова кігтедряпка

### Кігтедряпка-лежанка
Такі кігтеточки виконують також функцію спального місця або лежанки. Ці лежанки добре вписуються в інтер'єр житла.

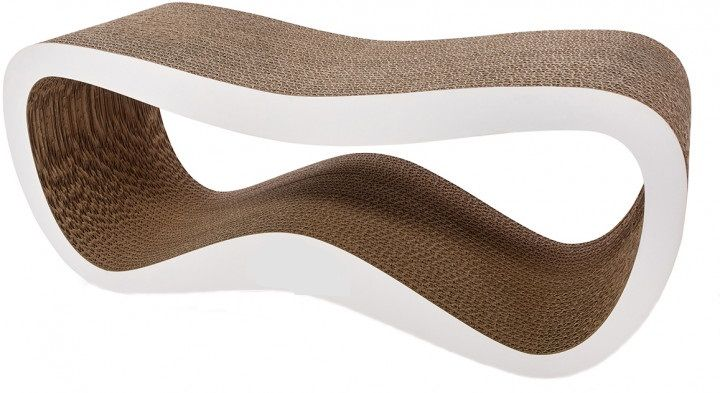
Фігурна кігтедряпка-лежанка з гофрокартону

### Настінна кігтедряпка
Це досить популярний тип кігтеточок саме через свою компактність. Існує дві варіації: настінна по одній площині та кутова (у двох площинах). Такі дряпки виконані у формі прямокутного листа або дошки обмотаною сизалем, джутом, хутром. Зазвичай кріпляться на стіну або меблі з використанням петель та гвинтів.

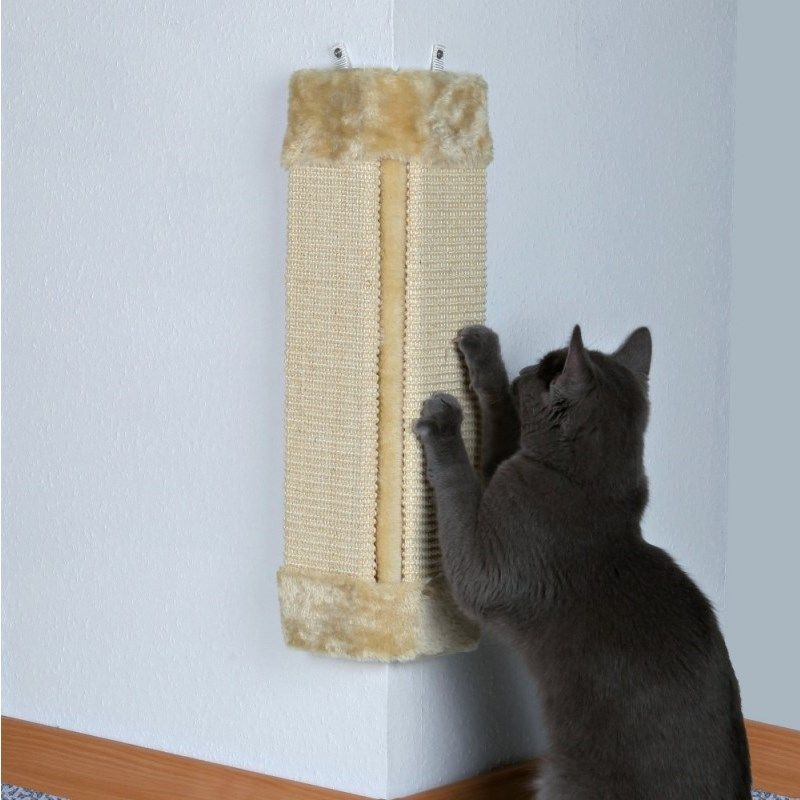
Настінна кутова кігтедряпка

### Кігтедряпка-полиця
Це незвичайне рішення, яке підходить для котів, що люблять висоту. Такі полиці мають сенс для тих сімей, у яких є ще й інші тварини, наприклад, собаки.

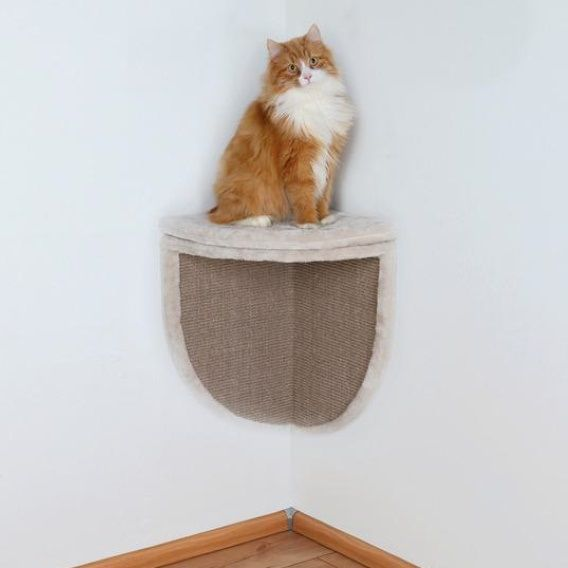
Кігтедряпка-полиця

### Комплекси
Вибір та різноманітність комплексів досить великий: починаючи від простих варіацій і до складних конструкцій у кілька квадратних метрів.

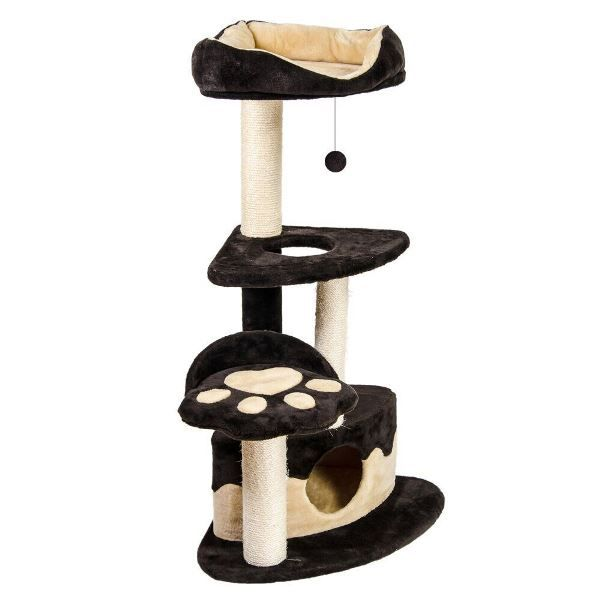
Кігтедряпка-комплекс

### Іграшки-кігтедряпки
Ще одним типом кігтеточок є всілякі невеликі іграшки. Відповідно, це можуть бути м'ячики з бавовни, кулі, фігурні пластмасові чи дерев'яні дощечки. Головне, щоб вони містили покриття, про яке можна точити кігті.

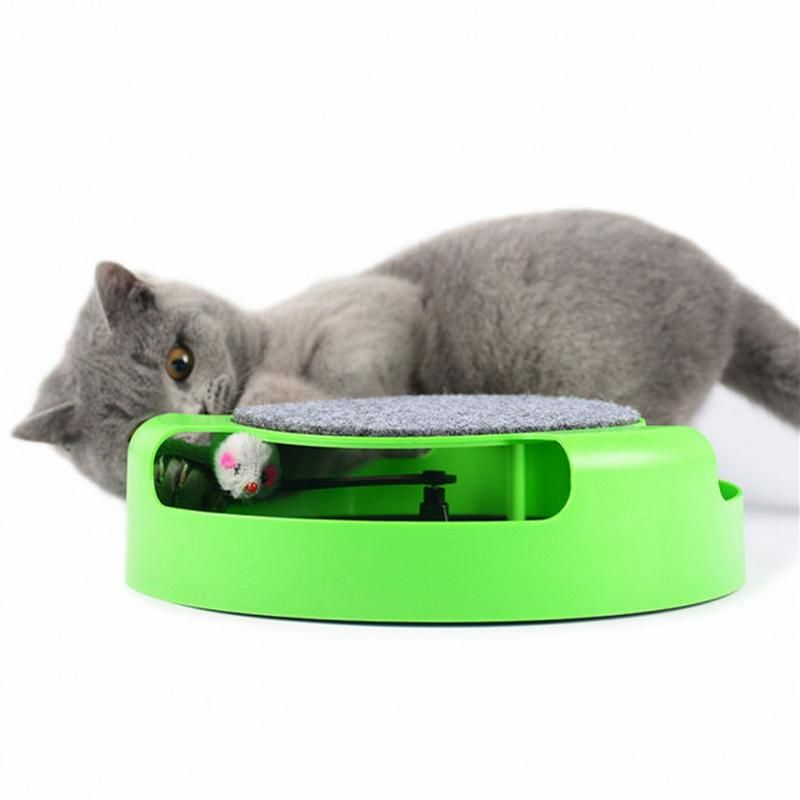
Кігтедряпка-іграшка картонна